# Fernand Desnoyers
Pour les articles homonymes, voir Desnoyers.
Fernand-Félix-Émile-Arthur Desnoyers, né le 10 septembre 1826 à Paris et mort le 5 novembre 1869 à Paris 15e, est un homme de lettres et critique français.
Il est le frère du journaliste et auteur dramatique Edmond de Biéville (1814-1880).

## Biographie
Fernand Desnoyers est le fils de Charles Adrien Desnoyers et d'Anne Raison Le Duc de Biéville (fille du commanditaire de l'hôtel Le Duc de Biéville), ainsi que le frère d'Edmond de Biéville.
Il fait partie du cercle de Henry Murger et est rédacteur au Polichinelle.
À l'annonce de son décès, on peut lire dans le journal Le Temps du 8 novembre 1869 :

« M. Fernand Desnoyers est mort hier d'une phtisie pulmonaire, dont il ressentit les premières atteintes en 1866. Il était le frère de M. de Biéville, le critique théâtral du Siècle. M. Desnoyers s'était retiré du monde des lettres depuis quelques années. Ses poésies, ses romans ont été rapidement oubliés ; il avait pourtant occupé un certain rang dans l'estime du public, et un rang meilleur dans celui des lettres. Ses poésies ont été publiées dans des revues, dans des journaux. Il avait fondé une publication qui dura cinq ans, l'Almanach parisien. »

Fernand Desnoyers repose au cimetière du Montparnasse dans la 7e division.

## Publications
- 1853 : Chants et chansons de la bohême, illustrés de 26 jolis dessins par Nadar, avec les contributions d'Henry Murger, Pierre Dupont, Gustave Mathieu, Antonio Watripon, Léon Noël, Charles Vincent, Pierre Bry, Louis Barré, Benjamin Gastineau, Édouard Plouvier, Alfred Delvau, Charles Guignard, Abel Duvernoy, Chatillon, in-12, J. Bry aîné libraire-éditeur, Paris
- 1856 : Le Bras noir, pantomime en vers par Ferdinand Desnoyers, représentée pour la première fois, à Paris, par le Théâtre des Folies-Nouvelles, le 8 février 1856, dessin d'après Courbet, Librairie théâtrale, Paris
- 1860 : Almanach parisien pour 1860, 1re année, in-12, E. Pick de l'Isère, Paris
- 1861 : Le Théâtre de Polichinelle : Prologue en vers par Ferdinand Desnoyers pour l'ouverture du Théâtre de marionnettes dans le jardin des Tuileries, in-4, Poulet-Malassis et de Broise, Paris
- 1861 : Almanach parisien pour 1861, 2e année, in-12, E. Pick de l'Isère, Paris
- 1862 : Étrennes parisiennes : Petit tableau de Paris illustré, avec un nouveau calendrier pour 1862 : Mœurs, curiosités, coutumes, histoire, littérature, anecdotes, récits pittoresques, poésie, science, arts, bals, théâtres, etc. etc. par Ferdinand Desnoyers, avec le concours de Théophile Gautier, Charles Baudelaire..., E. Pick de l'Isère, Paris
- 1863 : Salon des refusés. La peinture en 1863, Azur Dutil éditeur, Paris
- 1864 : Une journée de Pick de l'Isère, suivie de quelques aventures du Gil-Blas de la librairie française, Imprimerie Simon Raçon et compagnie, Paris
- 1865 : Chansons parisiennes, E. Pick de l'Isère éditeur, Paris
- 1867 : Muséum contemporain 5. Feld-Maréchal Benedeck. Biographies, Robe, Paris
- 1869 : Le Vin, vers fantasques. La Campagne, in-12, Alcan-Lévy, Paris

## Citations
On attribue à Fernand Desnoyers la phrase « il est des morts qu'il faut qu'on tue » qui exprimait son opinion sur Casimir Delavigne.

## Sources
- Antoine Laporte, Histoire littéraire du dix-neuvième siècle manuel critique et raisonné: de livres rares, curieux et singuliers... supplément de Brunet, de Quérard, de Barier, etc., volume 3.